# Wiktor Melchiorowitsch Kress

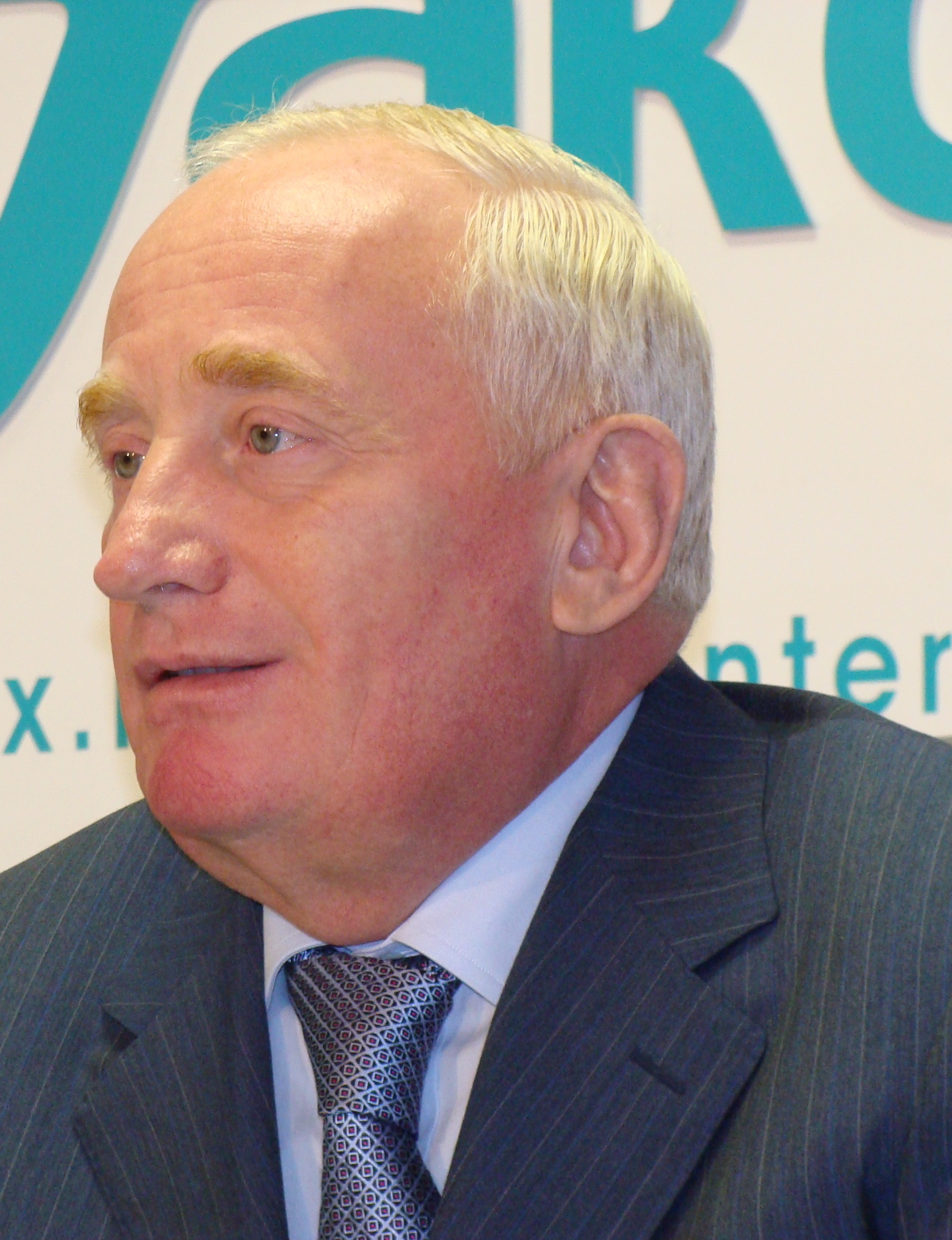
Kress (2008)

Wiktor Melchiorowitsch Kress (russisch Виктор Мельхиорович Кресс, wiss. Transliteration Viktor Mel'chiorovič Kress; * 16. November 1948 in Wlassowo-Dworino, Oblast Kostroma) ist ein russischer Politiker deutscher Abstammung. Seit dem 20. Oktober 1991 bis zum 17. März 2012 stand er an der Spitze der Oblast Tomsk (zunächst als Verwaltungsoberhaupt, seit 1995 als Gouverneur) und war somit das dienstälteste Oberhaupt eines Föderationssubjekts Russlands. 1995, 1999 und 2003 wurde er wiedergewählt. Nach der Abschaffung der Direktwahl der Gouverneure wurde er 2007 vom Präsidenten Wladimir Putin für eine weitere Amtszeit zum Gouverneur ernannt. 2012 wurde seine Amtszeit nicht mehr verlängert und er wurde am 17. März 2012 von Sergei Schwatschkin abgelöst. Von 1995 bis 2001 war Kress zudem Mitglied des Föderationsrates und Mitglied der Deutsch-Russischen Freundschaftsgruppe des Föderationsrates. 
Im November 2010 wurde Kress das Große Bundesverdienstkreuz mit Stern verliehen. Ferner ist er mit dem Verdienstorden für das Vaterland 4., 3., und 2. Klasse ausgezeichnet worden.

## Sonstiges
Seit 2004 ist Kress Mitglied der Partei Einiges Russland. Vom Januar 1998 bis 1999 und wiederum von 2004 bis Ende 2010 war er Präsident der FK Tom Tomsk. Er ist verheiratet und hat zwei Kinder.